# Euthalia piratica
Euthalia piratica är en fjärilsart som beskrevs av Semper 1888. Euthalia piratica ingår i släktet Euthalia och familjen praktfjärilar. Inga underarter finns listade i Catalogue of Life.